# The Operative
Pour plus de détails, voir Fiche technique et Distribution.
The Operative est un film germano-franco-israélien, sorti en 2019 écrit et réalisé par Yuval Adler.
C'est l'adaptation du roman The English Teacher de Yiftach Reicher Atir.

## Synopsis
Rachel, qui parle plusieurs langues, est recrutée par le Mossad et est envoyée en Iran en mission d'infiltration.

## Fiche technique
- Titre français : The Operative
- Réalisation : Yuval Adler
- Scénario : Yuval Adler

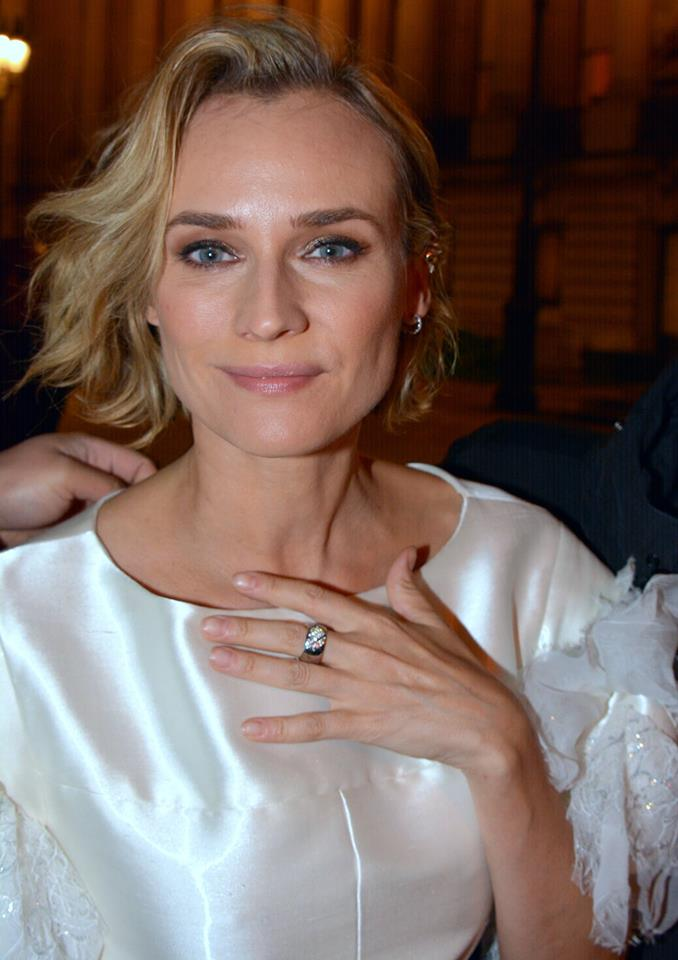
L'actrice principale Diane Kruger, l'année de tournage du film.

- Costumes : Hamada Atallah et Verena Reuter
- Photographie : Kolja Brandt
- Son : Miroslav Babić
- Montage : Hansjörg Weißbrich
- Musique : Haim Frank Ilfman
- Pays de production : Allemagne, France, Israël
- Format : Couleurs - 35 mm
- Genre : espionnage
thriller
- Durée : 120 minutes
- Date de sortie :
  - Allemagne : 10 février 2019 (Berlinale 2019)
  - France : 24 juillet 2019
  - Allemagne : 29 août 2019

## Distribution
- Diane Kruger (VF : elle-même) : Rachel
- Martin Freeman (VF : Éric Caravaca) : Thomas
- Cas Anvar (VF : Hamidreza Javdan) : Farhad
- Liron Levo : Dan
- Yaakov Zada Daniel : Aran
- Ohad Knoller : Stephen
- Rotem Keinan : Daniel
- Lana Ettinger et Yoav Levi : les opérateurs

## Accueil

### Critiques
Le site Allociné recense une moyenne des critiques presse de 3,4/5. Pour Le Parisien, « Ponctué de scènes sous haute tension, le film se révèle haletant de bout en bout. ». Pour La Croix, « C’est Diane Kruger, par son interprétation sensible de Rachel, qui apporte son unité à The Operative. Elle donne crédibilité à son personnage, autant dans sa dimension d’espionne brillante que dans ses failles qui permettent à chacun de se reconnaître en elle. »

## Distinction

### Sélection
- Berlinale 2019 : sélection hors compétition.